# Cintura orogenetica
Le cinture orogenetiche inglobano nelle aree continentali le catene montuose di più recente formazione geologica. Si suddividono in mesogea e circumpacifica, delineate dallo sviluppo dei diversi sistemi montuosi sulla superficie terrestre. 
La cintura mesogea segue approssimativamente la direzione dei paralleli e si sviluppa tra i cratoni dell'America settentrionale e dell'Eurasia a nord e dell'America meridionale, dell'Africa e dell'India a sud; a questa appartiene il sistema alpino-himalayano.
La cintura circumpacifica segue, viceversa, i meridiani e si sviluppa lungo le coste americane, asiatiche ed australiane dell'Oceano Pacifico. 
Alle cinture orogenetiche appartengono anche gli arcipelaghi di isole disposte prevalentemente ad arco (archi insulari).